# Gołębice (Sandomierz)
Gołębice – dawna wieś, od 1954 część Sandomierza, położona w północnej części miasta. Ma charakter rezydencjonalny; na jego obszarze występuje zabudowa jednorodzinna.

## Historia
Gołębice w latach 1867–1954 należały do gminy Dwikozy w powiecie sandomierskim w guberni radomskiej. W II RP przynależały do woj. kieleckiego, gdzie 2 listopada 1933 utworzyły gromadę o nazwie Gołębice  w gminie Dwikozy, składającą się ze wsi Gołębice i Sucharzów oraz kolonii Gołębice A, Gołębice B, Gołębice Włościańskie, Sucharzów i Gierlachów-Suchodoły.
Podczas II wojny światowej włączone do Generalnego Gubernatorstwa (dystrykt radomski, powiat opatowski), nadal jako gromada w gminie Dwikozy, licząca 546 mieszkańców.
Po wojnie w województwa kieleckim, jako jedna z 19 gromad gminy Dwikozy w powiecie sandomierskim.
29 września 1954 Gołębice wyłączono z gminy Dwikozy i włączono do Sandomierza.